# Purge (roman)
Pour les articles homonymes, voir Purge.
Purge (titre original en finnois : Puhdistus) est un roman finlandais de Sofi Oksanen publié originellement en 2008. La traduction française paraît le 25 août 2010 aux éditions Stock. La même année le roman est lauréat du prix Femina étranger et du prix du roman Fnac après avoir été vainqueur de très nombreux prix dans les pays nordiques.

## Résumé
L'intrigue commence en 1992 avec une femme âgée, Aliide Truu, qui vit seule dans une région reculée d'Estonie. La vieille femme s'est isolée de la société ambiante et observe la jeunesse de son pays, y compris sa fille, quittant la campagne pour les régions plus urbaines de Finlande. Un jour, en regardant par la fenêtre de la cuisine, elle découvre Zara, la petite-fille de sa sœur Ingel. Zara avait été forcée de se prostituer par la mafia russe mais s'est échappée. La seule chose qu'elle avait pour l'aider à trouver de l'aide était une photographie de sa grand-mère avec dessus le nom d'Aliide. L'histoire continue ensuite avec une série de retours en arrière qui développent la relation d'Aliide et de sa sœur, qui repose sur leur rivalité pour gagner l'amour de Hans Pekk durant la Seconde Guerre mondiale. L'histoire se termine alors qu'Aliide commence à trouver l'apaisement vis-à-vis de sa jalousie contre sa sœur, et que Zara trouve la rédemption par rapport aux abus sexuels qu'elle a subis.

## Personnages
- Hans Pekk, fils d'Eerik, paysan estonien, époux d'Ingel, père de Linda
- Aliide Tamm, Liide, épouse Truu, veuve de Martin Truu, mère de Talvi
- Ingel Tamm, épouse de Hans Peck, mère de Linda, exilée à Vladivostok
- Linda Pekk, fille de Hans et Ingel, mère de Zara
- Zara, Natacha, fille de Linda
- Martin Truu, organisateur local du parti, venu d'ailleurs, époux d'Aliide, père de Talvi
- Talvi Truu, fille de Martin et Aliide, travaille en Finlande
- Konstantin Truu, frère de Martin, suspect, caché
- Maria Kreel, guérisseuse, herboriste, devineresse (avec chattes et corneilles), et qui a formé Aliide
- Voisins et voisines : Aino, Meelis, Kersti, Mikhel, Hihi
- Autres : Theodor Kruss
- Pacha Alexandrovitch Popov, mari supposé de Zara, proxénète, ancien de Perm-36
- Lavrenti, assistant de Pacha, 25 ans de KGB
- Oksanka, amie de Zara, rabatteuse pour Pacha
- et quelques autres silhouettes...

## Réception critique
Purge fut un grand succès de librairie dans les pays nordiques, et lauréat du grand prix de littérature du Conseil nordique avant d'obtenir un accueil critique enthousiaste de la presse francophone,,.
En 2025, Purge fait partie du classement des "25 chefs-d’œuvre de la littérature mondiale qui vont marquer le XXIe siècle" établi par Télérama, en 20e position, ex æquo avec La plus secrète mémoire des hommes de Mohamed Mbougar Sarr).

## Éditions
- Éditions Stock, coll. « La Cosmopolite », 2010  (ISBN 978-2234062405).

## Adaptation
Le roman a été adapté au cinéma en 2012 par Antti Jokinen.